# Narubis

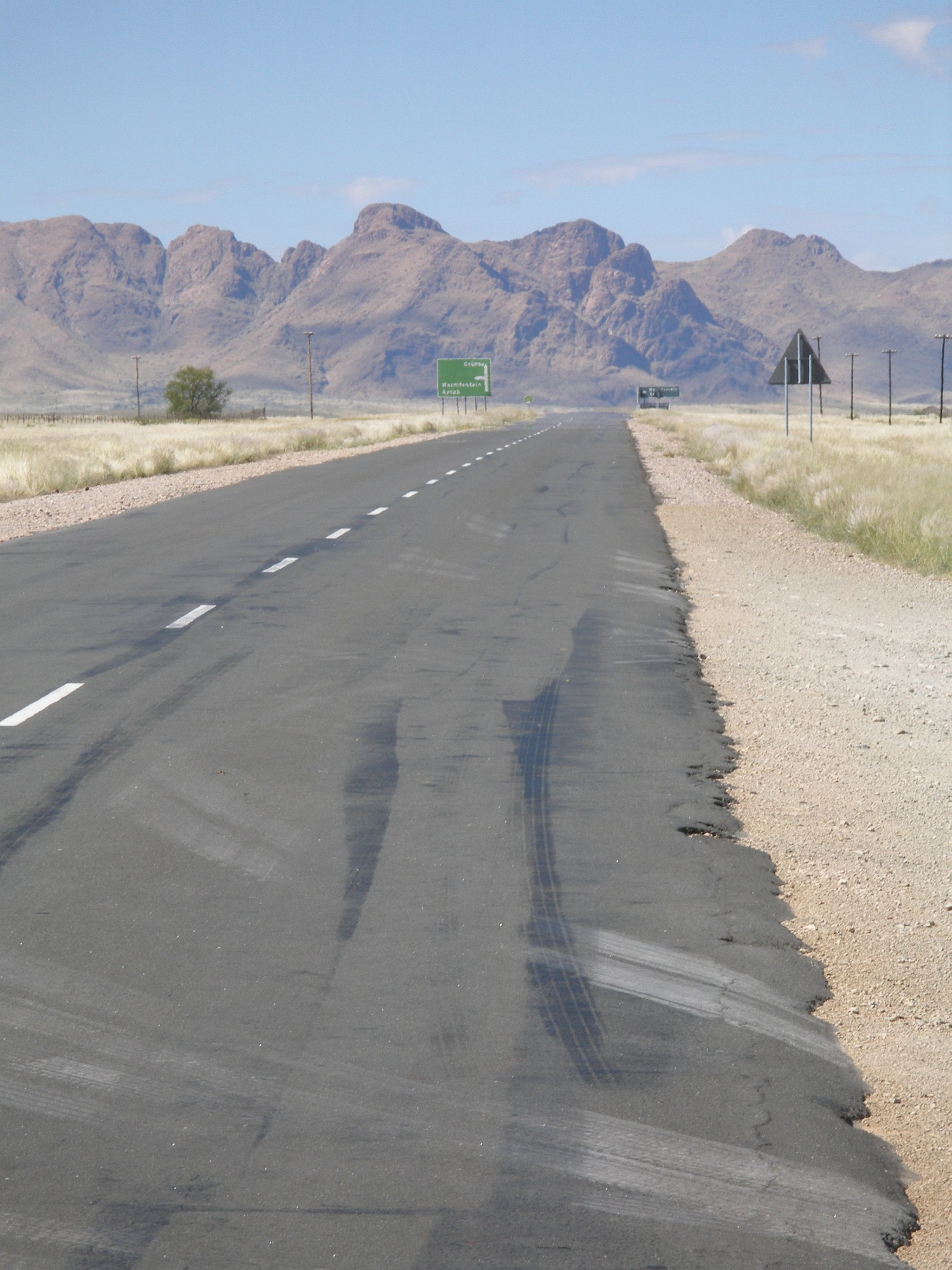
Nationalstraße B1 und Karasberge rund 5 km südlich von Narubis

Narubis ist eine Ansiedlung im Wahlkreis Karasburg in Südnamibia, rund 70 km südlich von Keetmanshoop. Der Ort liegt am Löwenfluss in einer Hochebene auf 917 m über NN am Fuße der Karasberge. Narubis liegt auch direkt an der Nationalstraße B1 zwischen Keetmanshoop und Grünau.
Koordinaten: 26° 55′ S, 18° 36′ O